# Công ty Bài tây Hoa Kỳ
Công ty Bài tây Hoa Kỳ (tiếng Anh: The United State Playing Card Company; viết tắt: USPC, mặc dù còn thường được gọi là USPCC) là nhà sản xuất và phân phối bài tây lớn của Mỹ.  Nó được thành lập vào năm 1867 với tên Russell, Morgan & Co. và thành lập  với hình thức hiện tại vào năm 1885. Nhiều thương hiệu của nó bao gồm Bicycle, Bee, Tally-Ho, Congress, Aviator, Aristocrat, Mohawk, Maverick, KEM, Hoyle và Fournier. Công ty cũng sản xuất các bộ bài tây mới và tùy chỉnh cũng như các phụ kiện chơi bài khác như chip. Trong nhiều thập kỷ, công ty có trụ sở tại Norwood, Ohio, nhưng tính đến năm 2009, USPC hiện có trụ sở chính tại vùng ngoại ô Cincinnati của Erlanger, Kentucky.
Vào tháng 12 năm 2019, Công ty Bài tây Hoa Kỳ đã trở thành công ty con của Cartamundi -  nhà sản xuất bài tây Bỉ.

## Lịch sử
Công ty được thành lập tại Cincinnati vào năm 1867 với tên gọi Russell, Morgan & Co. và ban đầu chuyên in áp phích cho các rạp xiếc lưu động. Công ty lấy tên từ các đối tác A. O. Russell và Robert J. Morgan, những người cùng với James M. Armstrong và John F. Robinson Jr. đã mua bộ phận Enquirer Job Printing Rooms của tờ báo The Cincinnati Enquirer. Trong số các bản in thạch bản của họ có quảng cáo cho các buổi biểu diễn Other People's Money của Edward Owings Towne.

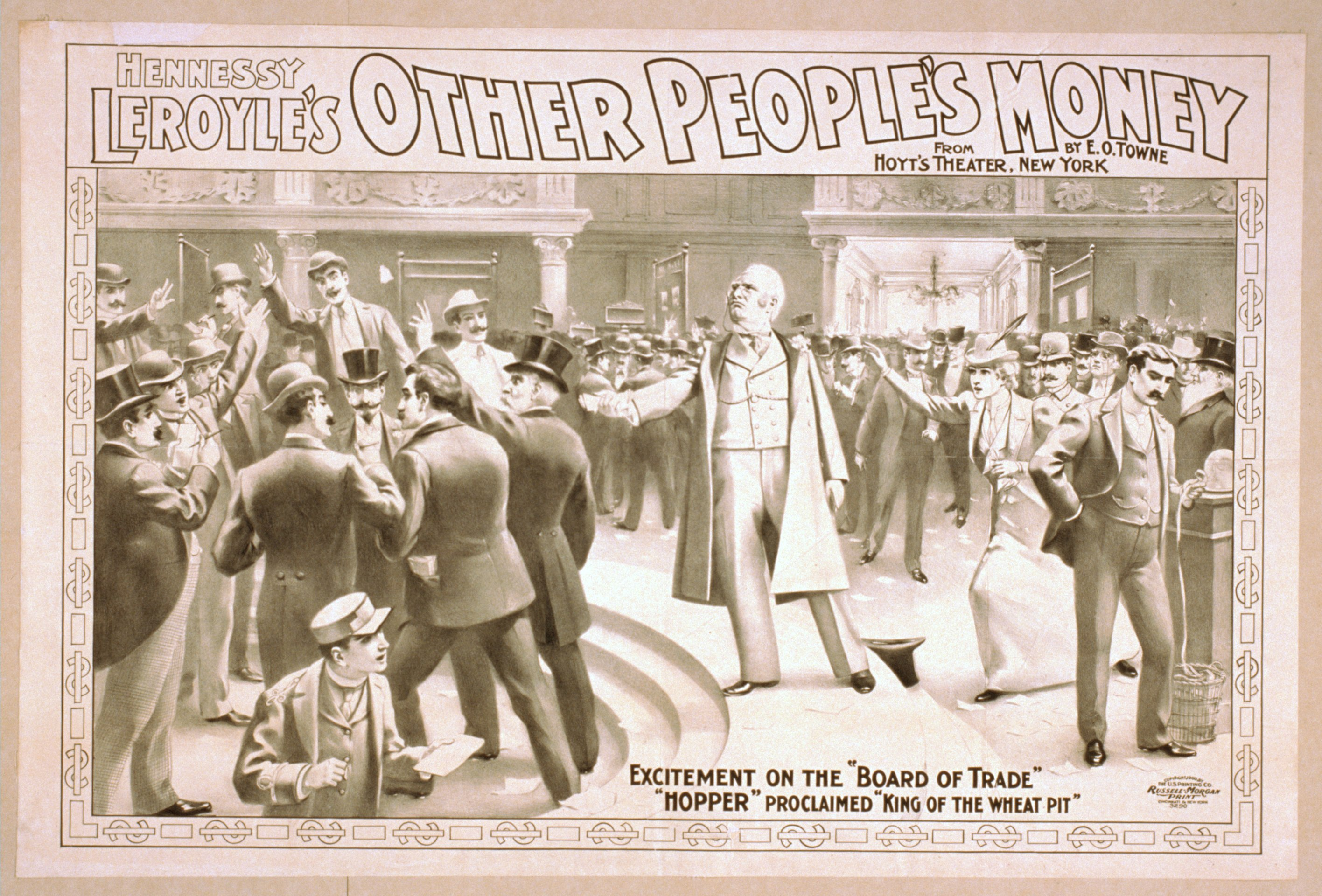
Một buổi trình diễn quảng cáo in thạch bản của Russell - Morgan về Other People's Money của Edward Owings Towne.

### Bài tây
Công ty bắt đầu in bốn nhãn hiệu bài tây vào năm 1881: Tigers (No. 101), Sportsman's (No. 202), Army and Navy (cả hai No. 303 và cũng được cung cấp ở phiên bản cao cấp có viền vàng là No. 505) và Congress (No. 404 và có viền vàng là No. 606).
Thương hiệu thứ năm của họ, được giới thiệu vào năm 1883, là Steamboat giá hời (No. 999), cạnh tranh với các loại boong có chủ đề tàu hơi nước giá rẻ khác do các công ty khác cung cấp. Năm 1885, họ bắt đầu in thẻ Bicycle (No. 808), đây sẽ trở thành dòng sản phẩm phổ biến nhất và là thương hiệu đầu tiên duy nhất của họ vẫn được sử dụng thường xuyên cho đến ngày nay. Bộ bài Euchre 32 lá có tên là Cabinet (No. 707) được giới thiệu vào năm 1888, nhưng sẽ được đổi thành bộ bài 52 lá thông thường khi mức độ phổ biến của bộ bài Euchre suy yếu.
Russell & Morgan sau đó bắt đầu lấp đầy danh mục của họ với các thương hiệu ở mức giá nằm giữa các dòng sản phẩm hiện có của họ. Những thương hiệu ban đầu này bao gồm Tourists (No. 155) được bán trên thị trường về chất lượng giữa Tigers và Sportsman, Capitol (No. 188) giữa Sportsman's và Bicycle, the casino-oriented Squared Faro (No. 336), những lá bài không tên gọi là Texan (No. 45), double-enameled Treasury (No. 89) và the top-of-the-line Ivory (No. 93).  Một loạt bộ bài Skat cũng được cung cấp trong thời gian ngắn để thu hút những người Đức nhập cư, có hình mặt người Đức hoặc người Mỹ.
Việc kinh doanh bùng nổ và vào năm 1891, Russell, Morgan & Co. đổi tên thành Công ty In ấn Hoa Kỳ. Việc kinh doanh bài tây đã thành công đến mức nó được tách ra thành một doanh nghiệp riêng biệt vào năm 1894, với tên gọi The United States Playing Card Company. Morgan chiêu mộ nhà phát minh trẻ tài năng đến từ New York tên là Samuel J. Murray, người có phát minh được cấp bằng sáng chế đã tăng sản lượng thẻ tại nhà máy Norwood, Ohio của công ty lên gấp bốn lần và cắt giảm chi phí lao động tới 66%.  Murray cũng đã tạo ra một chiếc máy tráng men hai mặt.

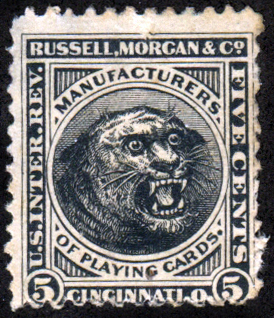
Tem doanh thu từ bộ bài của Russell, Morgan & Co.

USPCC trong lịch sử đã hỗ trợ những người lính thời chiến, bắt đầu với nhãn hiệu thẻ Canteen rẻ tiền trong Chiến tranh Tây Ban Nha-Mỹ và thương hiệu Pickett trong Chiến tranh thế giới thứ nhất. Trong Chiến tranh thế giới thứ hai, USPCC đã sản xuất thẻ định vị để binh lính có thể xác định các đơn vị của kẻ thù và hợp tác với Chính phủ Hoa Kỳ trong việc tạo ra các bộ bài bí mật trao cho tù binh chiến tranh, những tấm thẻ này có thể được làm ẩm và bóc ra để lộ bản đồ trốn thoát.
Vào tháng 5 năm 2011, Marc Hill được bổ nhiệm làm chủ tịch của Công ty Thẻ trò chơi Hoa Kỳ. Vào tháng 10 năm 2011, Công ty Thẻ trò chơi Hoa Kỳ hợp tác với Encore Software thông báo rằng họ sẽ ra mắt dòng sản phẩm Hoyle 2012 - Hoyle Card Games 2012, Hoyle Casino Games 2012 và Hoyle Puzzle & Board Games 2012.

### Mua lại
Công ty đã mua lại nhiều nhà sản xuất bài tây nhỏ hơn, bắt đầu từ năm 1894 khi sáp nhập Công ty Bài tây tiêu chuẩn của Chicago, Công ty bài tây hoàn hảo của Philadelphia và Công ty bài tây hợp nhất New York. Sau này là nhà sản xuất thương hiệu Bee và là người đổi mới các chỉ số quân bài "ép" ở các góc, đã trở thành một yếu tố tiêu chuẩn của bài tây trên toàn thế giới.
Các hoạt động mua lại tiếp tục vào năm 1907 với việc mua Andrew Dougherty, thêm thương hiệu Tally-Ho, và vào năm 1929 với Russell Playing Card Company, thêm thương hiệu Aristocrat. Năm 1930, New York Consolidated, Andrew Dougherty và Standard Playing Card Company được sáp nhập thành một công ty con duy nhất có tên Consolidated-Dougherty, tiếp tục sản xuất các thương hiệu từ cả ba công ty tiền nhiệm, bao gồm Aristocrat, Bee và Tally-Ho.
Các thương vụ mua lại tiếp theo diễn ra vào cuối thế kỷ 20 và đầu thế kỷ 21, bao gồm cả việc mở rộng quốc tế với việc mua nhà sản xuất thẻ lâu năm Naipes Heraclio Fournier của Tây Ban Nha vào năm 1986, Arrco Playing Card Company năm 1987, Hoyle Products năm 2001 và bộ bài tây KEM năm 2004.
USPCC đã được mua lại nhiều lần trong lịch sử của nó, bắt đầu với Diamond International vào năm 1969, Jessup & Lamont vào năm 1982 và Frontenac vào năm 1989. Sau một thời gian ngắn trở lại quyền sở hữu tự chủ từ năm 1994 đến năm 2004, nó sẽ được mua lại bởi Jarden, lần lượt được mua lại bởi Newell Brands. Vào tháng 6 năm 2019, Newell đã bán USPCC cho nhà sản xuất bài tây Cartamundi của Bỉ, bao gồm hai nhà máy của hãng này ở Hoa Kỳ và Tây Ban Nha.

## Sản xuất

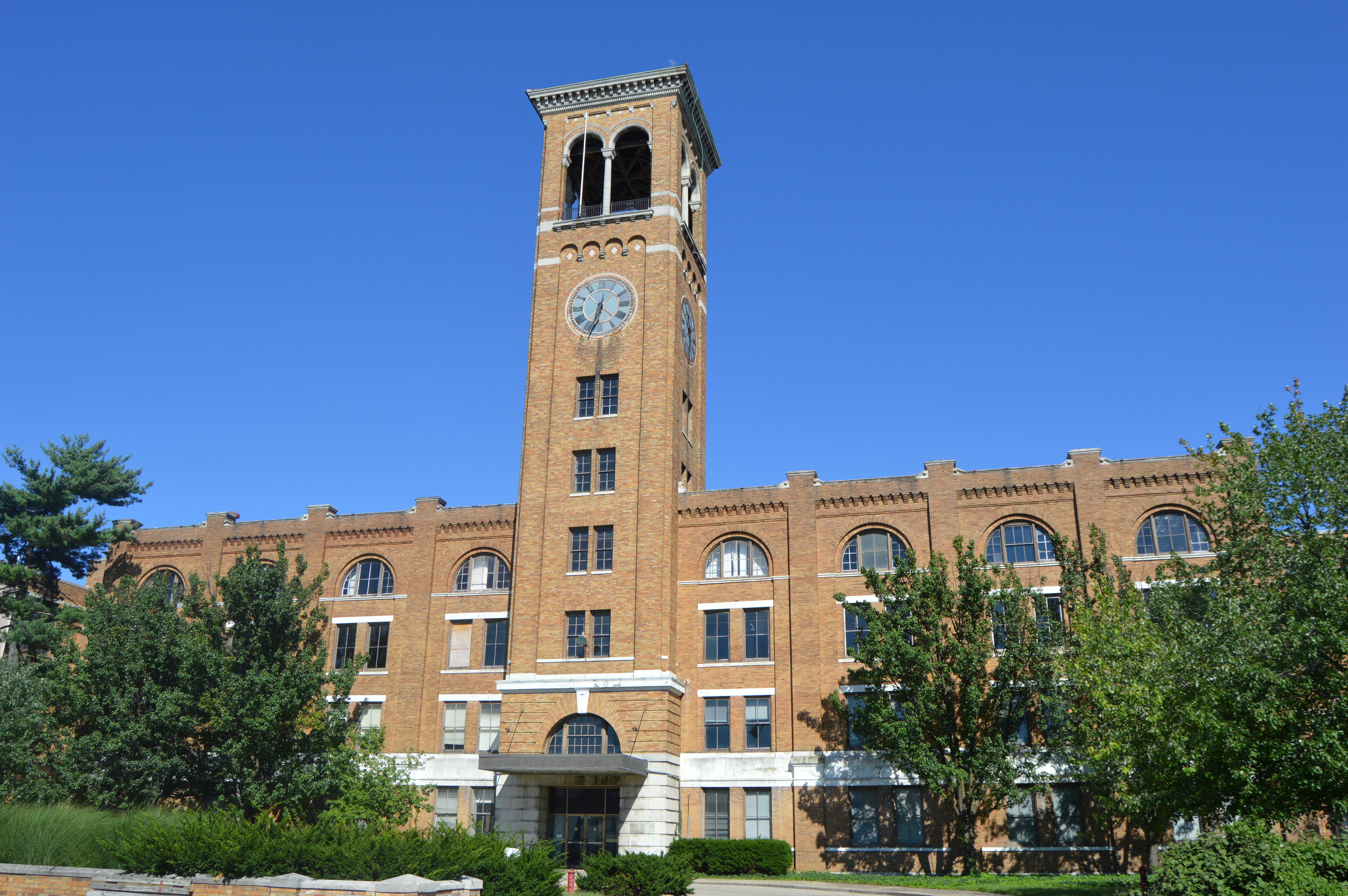
Nhà máy cũ ở Norwood, Ohio. Địa điểm này hiện là nhà máy của Nhà máy 52, một khu tái phát triển sử dụng hỗn hợp rộng 20 mẫu Anh.

USPCC hiện sản xuất thẻ ở Erlanger, Kentucky và tại nhà máy Fournier ở Vitoria, Tây Ban Nha. Năm 2009, USPCC đóng cửa nhà máy lâu năm ở Norwood, Ohio và chuyển qua sông Ohio đến Erlanger.
Các lá bài được sản xuất từ năm 2009 đến năm 2012 tại nhà máy Erlanger có nhiều vấn đề về kiểm soát chất lượng, bao gồm cả việc đặt sai hình ảnh và chất lượng xử lý lá bài. Ví dụ: một số thẻ chơi được sản xuất năm 2010 bị "dính", nghĩa là chúng không tách rời, quạt và hoạt động tốt. Điều này tạo ra nhu cầu về thẻ chơi do Norwood sản xuất trên thị trường. Các lá bài được sản xuất ở Norwood thường có con dấu màu xanh lam, trong khi các lá bài ở Kentucky thường có con dấu màu đen và cho đến ngày nay, những lá bài do Norwood sản xuất vẫn được các nhà ảo thuật, người chơi bài, người chơi cờ bạc chuyên nghiệp và nhà sưu tập săn đón.

## Các dòng sản phẩm chính

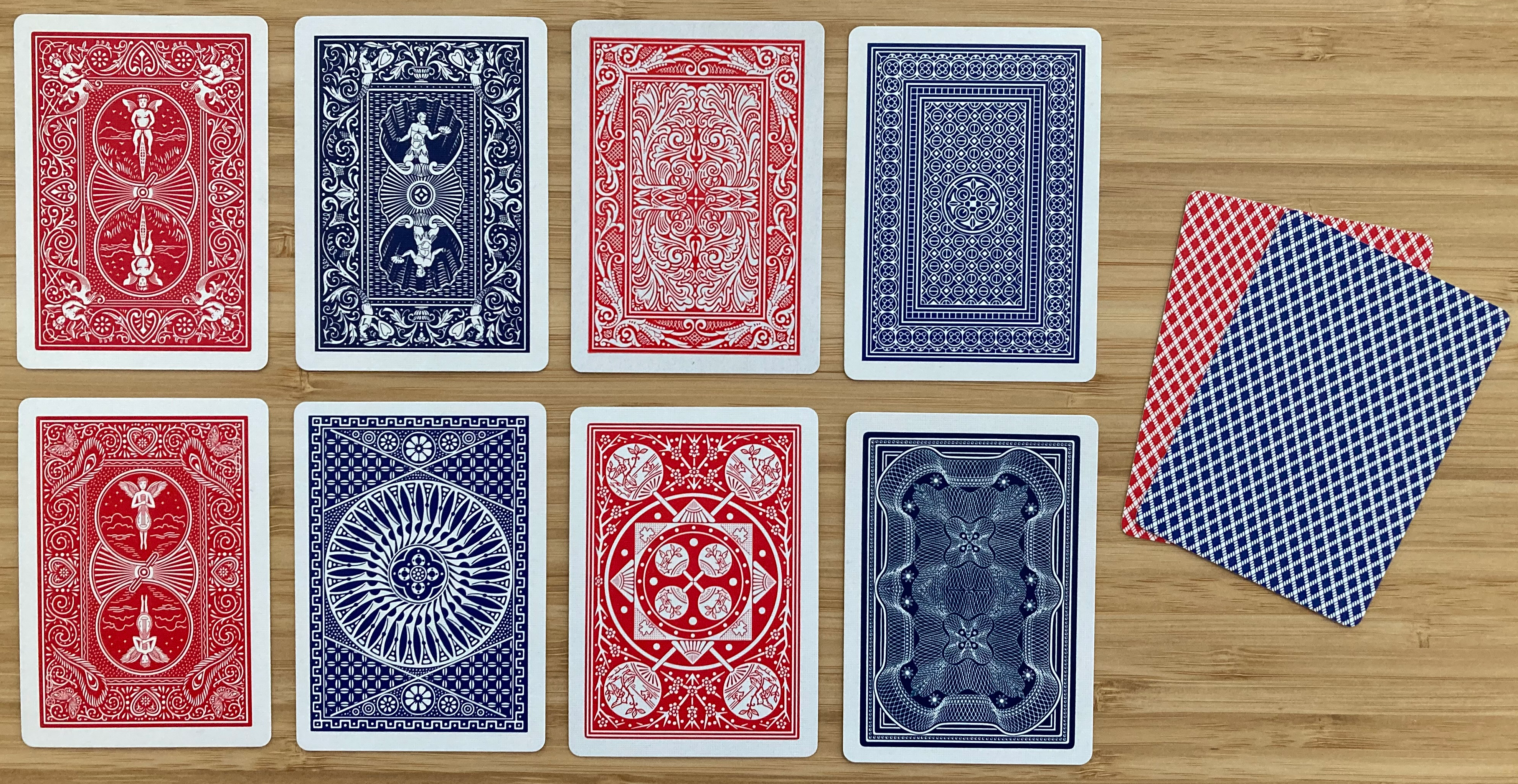
Ví dụ về thiết kế tiêu chuẩn cho các nhãn hiệu của USPCC, theo chiều kim đồng hồ từ trên cùng bên trái: Bicycle Rider-back, Hoyle Shell-back, Maverick, Aviator, Bee, Aristocrat, Tally-Ho Fan-back, Tally-Ho Circle-back, Bicycle Mandolin-back

Công ty cung cấp một số thương hiệu bài tây, bao gồm:

### Aristocrat
Thương hiệu Aristocrat được tạo ra vào năm 1915 bởi Russell Playing Card Company ở New York, được USPC mua lại vào năm 1929. Nó được biết đến nhiều nhất nhờ chất lượng kho thẻ cao hơn và công việc cuộn đa dạng nhưng luôn phức tạp, đặc biệt là "tiền giấy" trở lại, giống với thiết kế của tờ tiền Hoa Kỳ vào thời điểm nó được giới thiệu, vì Russell đã mua lại công việc kinh doanh thẻ chơi bài của ABCorp vào năm 1914. Trong khi các thẻ được bán cho công chúng mang theo tác phẩm cuộn độc đáo, Aristocrat cũng sản xuất dòng thẻ Aristocrat "Club Special" dành riêng cho sòng bạc. Chúng tương tự như thẻ Bee ở chỗ mặt sau của chúng không có viền với hoa văn kim cương và có thể tùy ý thêm biểu tượng sòng bạc vào mặt sau. Aristocrat đã ngừng hoạt động như một thương hiệu bán lẻ vào giữa những năm 1980 nhưng vẫn tiếp tục được bán trực tiếp cho các sòng bạc. Đã hết lần tái bản hơn ba mươi năm, những lá bài Aristocrat nguyên gốc đã được tái bản vào năm 2017 và hiện vẫn đang được sản xuất.

### Aviator
Được giới thiệu vào năm 1927 để kỷ niệm chuyến bay xuyên Đại Tây Dương của Charles Lindbergh trong Spirit of St. Louis, bộ bài Aviator (No. 914) có thiết kế mặt sau có viền, đơn sắc chủ yếu là các hình tròn. Thẻ Aviator rẻ hơn so với Bee và Bicycle vì bìa thẻ mỏng hơn và có bề mặt mịn, không giống như lớp hoàn thiện có kết cấu "đệm khí" được sử dụng trong nhiều thương hiệu cao cấp của công ty. Cho đến cuối những năm 1980, Aviator Ace of Spades và Joker không có thương hiệu cụ thể. Thẻ Aviator thường được sử dụng như một thương hiệu chung cho các bộ bài giới hạn, tặng quà hoặc quảng cáo. Chúng cũng được sử dụng để đựng các hộp thẻ chủ yếu được bán để xuất khẩu hoặc sử dụng cho mục đích quân sự hoặc tổ chức. Các thương hiệu bình dân như Caravan, Torpedo, Mohawk, Battle Axe, Uncle Sam và Tuxedo thường chứa đầy thẻ Aviator và một số thương hiệu này vẫn được bán ở các quốc gia khác.

### Bee

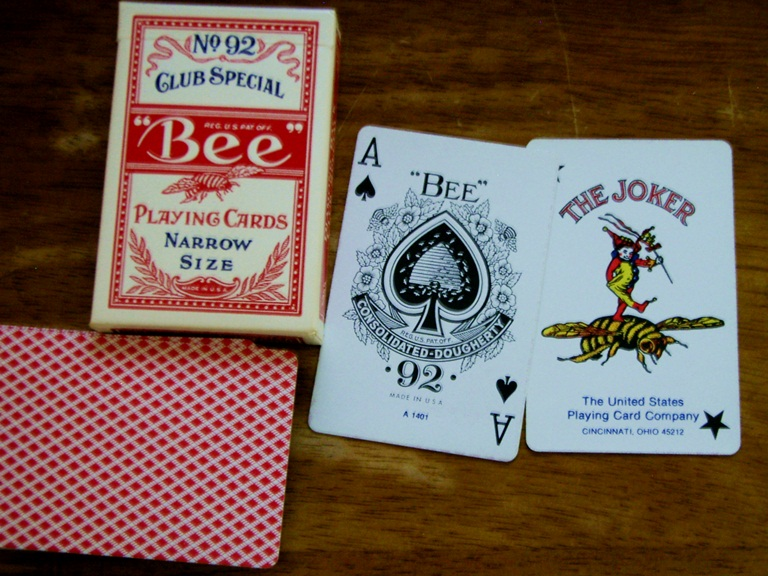
Một bộ bài tây Bee "Kích thước hẹp"

Bee là một thương hiệu thẻ sòng bạc cũng được bán lẻ. Bài tây Bee được sản xuất lần đầu tiên bởi Công ty Thẻ Hợp nhất New York vào năm 1892, do đó có số "92" trên lá Át bích. USPC mua lại công ty này hai năm sau đó, nhưng nó vẫn tiếp tục hoạt động độc lập, ngay cả sau khi sáp nhập với Andrew Dougherty và Standard Playing Card Company để thành lập Consolidated-Dougherty. Các lá bài Bee tiêu chuẩn có mặt sau bằng kim cương, thường có màu xanh lam hoặc đỏ, mặc dù các sòng bạc thường sử dụng các lá bài Bee tùy chỉnh có logo được thêm vào các mặt sau có màu sắc khác nhau.  Cho đến năm 2010, bộ bài Bee đôi khi cũng được in hoàn thiện mịn, với mặt sau được gọi là "Số 35", có các họa tiết nguệch ngoạc giống như con sâu. Không giống như các lá bài Bicycle, các lá bài Bee thường có mặt sau không viền, khiến cho mặt của bất kỳ lá bài nào bị lộ một phần đều có thể nhìn thấy rõ ràng.  Tuy nhiên, mặt sau hình kim cương tiêu chuẩn của thẻ rất đều đặn và có cấu hình thấp so với các thiết kế mặt sau khác, giúp đơn giản hóa việc "xử lý đáy" và một số hình thức thủ công khác.

### Bicycle

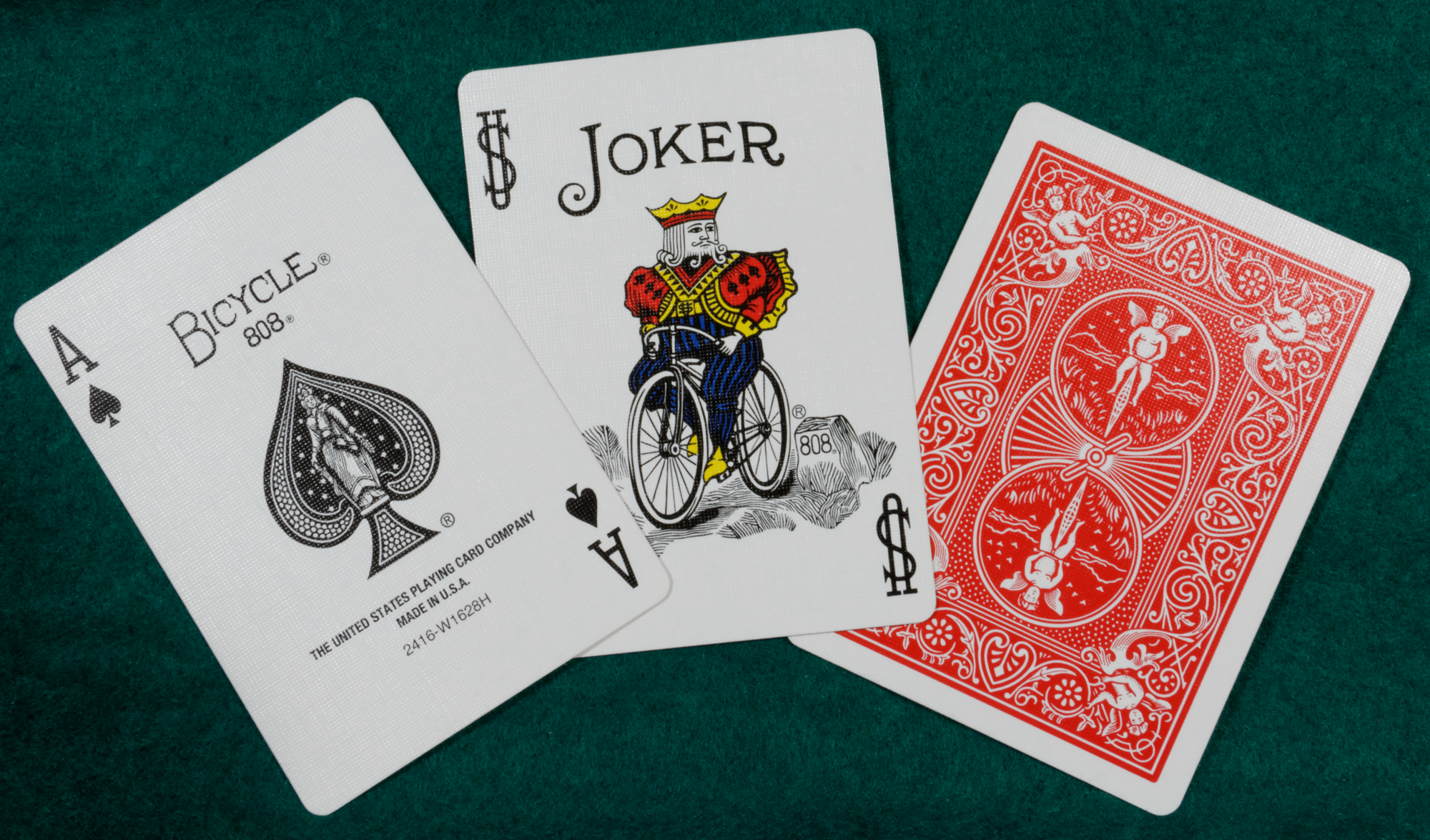
Lá bài Bicycle tiêu chuẩn hiện nay: quân át bích, quân joker và Rider Back màu đỏ

Bộ bài Bicycle (No. 808) là thương hiệu thẻ hàng đầu của USPC, được giới thiệu vào năm 1885.
Bộ bài Bicycle điển hình là một bộ bài tiêu chuẩn bao gồm 52 lá bài truyền thống kiểu Pháp, hai Joker và hai lá bài thông tin/hướng dẫn. Nhãn hiệu Bicycle được in trên quân Át bích. Số loại của bộ bài Bicycle có thể được tìm thấy ở cả đáy hộp đựng bộ bài và trên đá của tác phẩm nghệ thuật joker. Thẻ Bicycle có kết cấu 'đệm khí' để cải thiện khả năng xử lý.
Bộ bài Bicycle được bán ở dạng poker và bridge, với các cấu hình bộ bài bổ sung để sử dụng trong các trò chơi khác như pinochle, rummy, euchre và canasta.  Các thiết kế mặt sau bao gồm mặt sau 'Rider' tiêu chuẩn, mặt sau 'Vintage' được mô phỏng theo thiết kế thẻ gốc và nhiều thiết kế đặc biệt.  Màu sắc mặt sau bao gồm đỏ và xanh truyền thống, cùng với các màu đen, bạc và pastel.  Các thiết kế khuôn mặt bao gồm tiêu chuẩn, chỉ số jumbo, các lá bài có tầm nhìn kém dành cho người khiếm thị và thiết kế 'PokerPeek' trên các bộ bài chuyên nghiệp của họ giúp đơn giản hóa việc xem các quân bài tẩy.  Thẻ 'Big Bicycle' mới lạ có kích thước gấp bốn lần thẻ bài cầu thông thường và thẻ cỡ nhỏ cũng có sẵn.
Bộ bài Bicycle thường được các nhà ảo thuật sử dụng trong ảo thật bài tây và cardistry nhờ vẻ ngoài bình thường của chúng. USPCC đã phát hành các thiết kế thẻ trông giống nhau theo số kho 809 được gọi là Mandolin-backs và Maiden-backs để sử dụng trong việc sản xuất các bộ bài được đánh dấu.  Ngoài các bộ bài đặc biệt được thiết kế đặc biệt cho ảo thuật, chơi bài hoặc vì lý do thẩm mỹ thuần túy, USPC còn tạo ra các loại bộ bài không chuẩn khác, chẳng hạn như bộ bài gaff (được đựng trong hộp nghệ thuật được nhân đôi) với nhiều loại bài được thay đổi bất thường.  có thể được sử dụng với thẻ thông thường để thực hiện các thủ thuật.
Bắt đầu từ năm 2019, Bicycle đã thành lập bộ phận "Games by Bicycle" để tham gia vào thị trường trò chơi dạng bảng theo sở thích, với trò chơi tiệc tùng và trò chơi chiến lược nhẹ sử dụng các thẻ có kích thước bằng quân bài. Chúng bao gồm Tatoo Stories, It's Blunderful và Shuffle Grand Prix.
Theo một số nguyên tắc nhất định, thương hiệu Bicycle có thể được cấp phép từ USPC.

### Hoyle

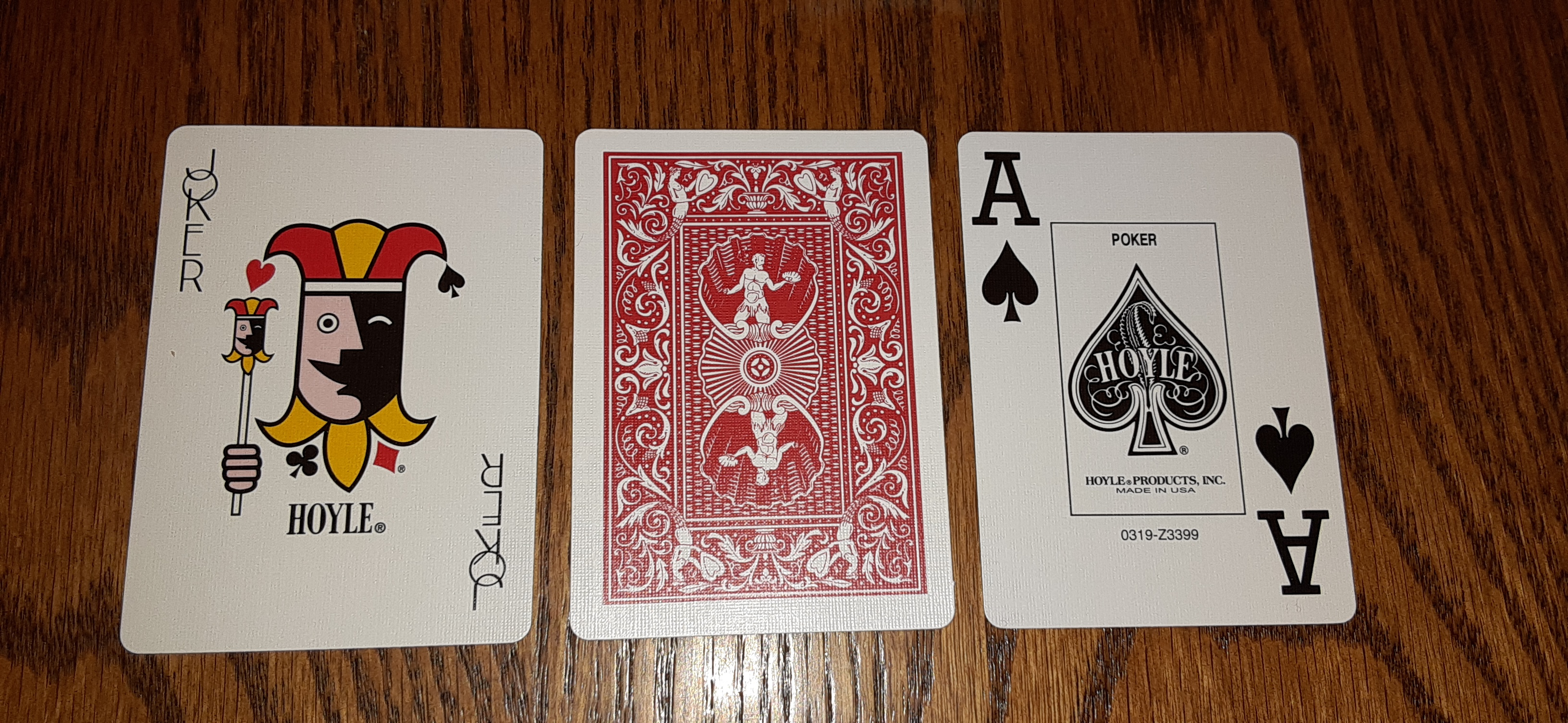
Quân Joker, Shell Back và Át bích từ bộ bài Hoyle.

Thương hiệu Hoyle ban đầu được sản xuất bởi Công ty Brown & Bigelow vào năm 1927 và là đối thủ cạnh tranh chính với thương hiệu Bicycle của USPC trong hơn 70 năm. Những lá bài này đã chứng tỏ sự thành công đến mức bộ phận thẻ bài của Brown & Bigelow được đổi tên thành Hoyle Products vào năm 1975. Thiết kế mặt sau vỏ sò của Hoyle được nhiều người công nhận, nhưng nhân vật mang tính biểu tượng nhất của Hoyle chính là Joker: một gã hề đầy màu sắc có khuôn mặt (lặp đi lặp lại trên vương trượng) là một ảo ảnh quang học. USPC đã mua Sản phẩm Hoyle từ Brown & Bigelow vào năm 2001, và không giống như hầu hết các thương vụ mua lại công ty thẻ bài khác của mình, USPC đã giữ lại một số thương hiệu Hoyle nổi tiếng được in. Kể từ khi USPCC tiếp quản việc sản xuất, bài tây Hoyle cũng được sản xuất ở phiên bản hoàn toàn bằng nhựa.

### KEM

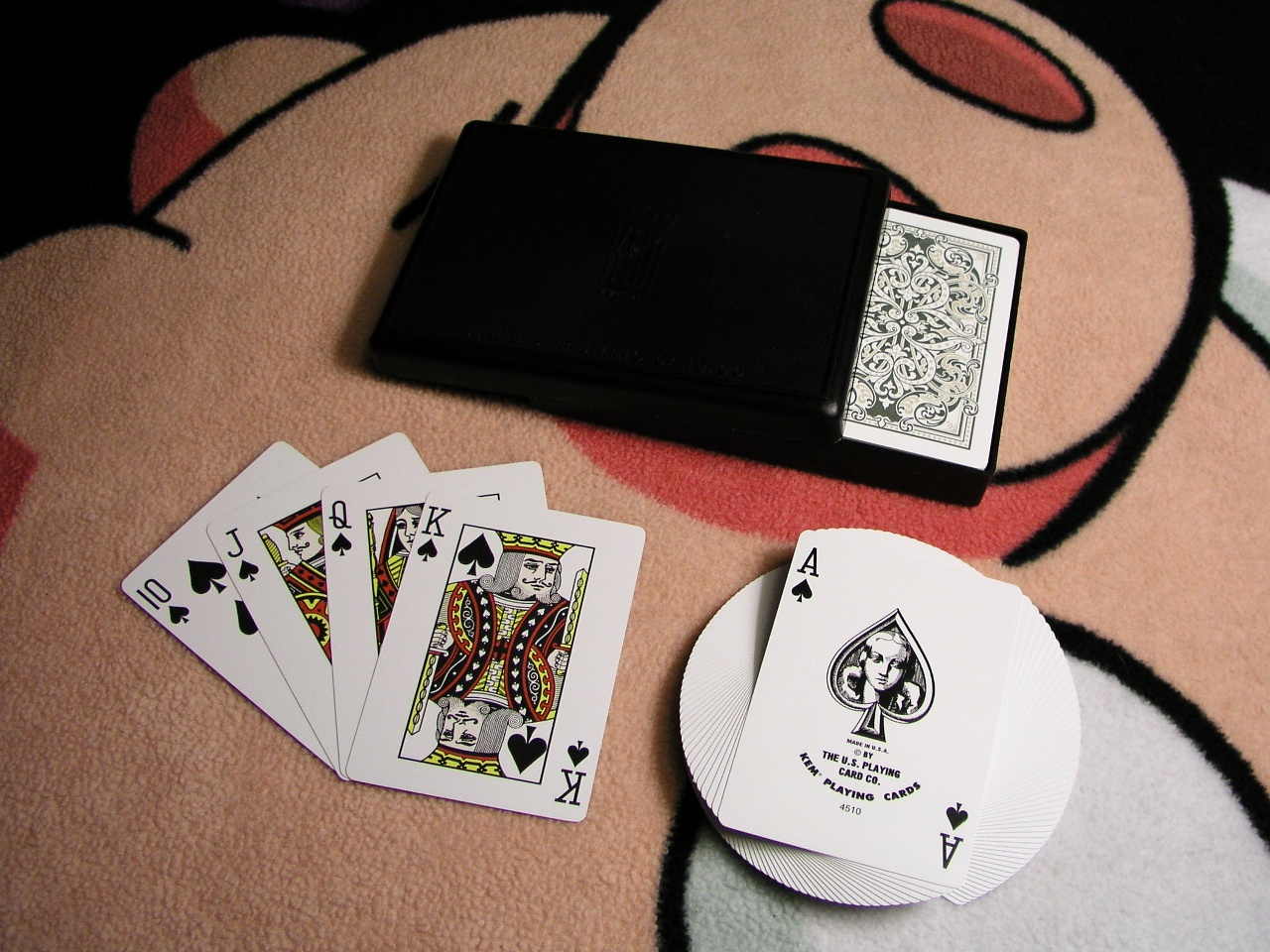
Bộ bài tây KEM.

Bộ bài KEM được sản xuất lần đầu tiên vào năm 1935. Không giống như bộ bài thông thường được làm từ giấy tráng nhựa, bộ bài KEM được làm hoàn toàn từ cellulose acetate và không thấm nước. USPC đã mua thương hiệu này vào năm 2004. Sau hai năm gián đoạn, USPC đã khởi động lại hoạt động sản xuất bộ bài KEM và hoạt động này vẫn tiếp tục cho đến ngày hôm nay. Bộ bài KEM có sẵn cho người tiêu dùng (thường là tại các cửa hàng trò chơi đặc biệt) với nhiều màu sắc và kiểu dáng mặt sau khác nhau ở cả kích cỡ poker và bridge. Năm 2007, bộ bài KEM (sử dụng hình ảnh của Bicycle) đã được sử dụng làm bộ bài tây chính thức của World Series of Poker.

### Maverick
Maverick là thương hiệu bình dân của Hoyle khi nó được USPC mua lại cùng với phần còn lại của Hoyle Products vào năm 2001. Được giới thiệu vào năm 1959, trong thời gian chiếu loạt phim truyền hình nổi tiếng Maverick.  Không giống như hầu hết các dòng sản phẩm của USPC hiện nay, Maverick hiện đang được các nhà sản xuất gia công in.

### Streamline
Streamline là một thương hiệu cấp thấp, tương tự như Maverick, với mặt lưng đơn sắc được viền viền và lớp hoàn thiện được phủ nhựa mịn. Streamline đến với USPCC từ Công ty Bài tây Arrco, nhà sản xuất lâu năm của nhiều loại thẻ cấp thấp và giá bình dân mà USPC mua lại vào năm 1987. Giống như Maverick, bộ bài Streamline được sản xuất bởi các nhà sản xuất bên ngoài.

### Tally-Ho
Tally-Ho ban đầu là sản phẩm của Andrew Dougherty, một trong những nhà sản xuất bài tây sớm nhất của Mỹ, được giới thiệu vào năm 1885, cùng năm Bicycle được giới thiệu. Công ty của Dougherty được USPC mua lại vào năm 1907, đưa Tally-Ho vào danh mục sản phẩm của mình. Dougherty sau đó sẽ được sáp nhập với Công ty Bài tây Hợp nhất New York và Công ty Bài tây Tiêu chuẩn để thành lập Hợp nhất-Doughterty. Bộ bài Tally-Ho có hai thiết kế mặt sau, được gọi là mặt sau "quạt" và mặt sau "vòng tròn", thường có màu đỏ và xanh truyền thống. Do lớp hoàn thiện độc đáo, được gọi là "linoid" và các thiết kế khác biệt, chúng rất phổ biến để thiết kế thẻ bài.

## Dòng sản phẩm quốc tế
Ngoài việc xuất khẩu bài tây được sản xuất tại Hoa Kỳ, USPCC còn có một số thương hiệu dành riêng cho thị trường quốc tế.

### 500
Thương hiệu 500 (Five Hundred) ban đầu được tạo ra bởi National Playing Card Company dưới dạng bộ bài rummy 60 lá "6 tay" bao gồm các lá bài 11 điểm và 12 điểm, cũng như một lá bài joker. Cuối cùng, bộ bài 500 còn bao gồm 2 lá bài 13 điểm dành cho trái tim và bộ đồ kim cương, nâng tổng số lá bài lên 62 (không bao gồm lá joker). Khi được giới thiệu, bộ bài 500  có lớp hoàn thiện Ivory hoặc Air-Cushion và có bốn thiết kế mặt sau - Bid, Full-House, Griffin và Swastika (có thể đã ngừng sản xuất do liên kết với Đảng Quốc xã). Ban đầu được cất giữ trong một chiếc hộp cứng được trang trí công phu với chữ vàng. Vào khoảng những năm 1970, những chiếc hộp đựng sang trọng hơn đã bị loại bỏ dần. Đôi khi trong những năm 1990, hình ảnh hộp độc đáo đã được thay đổi thành một thiết kế đơn giản hơn có nội dung "500 Playing Cards". Hiện nay nó được sản xuất và bán chủ yếu để xuất khẩu sang Úc.

### Aladdin
Thương hiệu Aladdin lần đầu tiên được sản xuất bởi Công ty Bài tây Quốc gia Indianapolis vào những năm 1880. Số tồn kho là "1001", mặc dù cũng có phiên bản "1002", giống hệt ngoại trừ phiên bản 1002 có các cạnh mạ vàng. Ngoài ra còn có biến thể "1004", không có chỉ số ở các góc. Ít nhất bốn thiết kế mặt sau khác nhau đã được sản xuất, nhưng không biết có bao nhiêu chiếc được sản xuất hoặc trong bao lâu. Aladdin được USPCC giữ lại và tiếp thị sau khi USPCC mua lại NCC. Chúng được USPCC sản xuất ngày nay chủ yếu để xuất khẩu. Những tấm thẻ này được cho là được thiết kế để chịu được nhiệt độ và độ ẩm liên tục ở Singapore. Chúng được sản xuất với lớp hoàn thiện "mịn" và lớp hoàn thiện "đệm khí".

### Fournier
Naipes Heraclio Fournier S.A. sản xuất nhiều bộ bài khác nhau, hầu hết được bán ở Châu Âu. Bộ bài Fournier cũng là lựa chọn phổ biến cho các sòng bạc trên toàn thế giới. Ngoài các lá bài Tây Ban Nha No. 1 đặc trưng của họ, họ còn sản xuất các lá bài poker (dòng No. 18), bài tarot và các lá bài đặc biệt. Kể từ khi được USPC mua lại, Fournier cũng đã sử dụng thương hiệu Bicycle để phân phối các bộ bài phiên bản đặc biệt có tác phẩm nghệ thuật độc đáo. Họ cũng đã lợi dụng việc USPC mua lại công nghệ thẻ nhựa của KEM để bán các phiên bản thẻ nhựa của họ (No. 2100 là phiên bản hoàn toàn bằng nhựa của No. 1 của họ).

## Thương hiệu giới hạn hoặc đã ngừng sản xuất

### Arrco
Công ty Bài tây Arrco bắt đầu hoạt động tại Chicago năm 1927 với tên Công ty Bài tây Arrow. Người sáng lập công ty, Theodore Regensteiner đã giúp phổ biến thương hiệu Arrco bằng cách triển khai lớp phủ nhựa mới dễ thao tác cho bộ bài của mình. Trong khi Arrco duy trì doanh số bán nhiều loại thẻ chơi bài bình dân và cấp thấp trong suốt nửa sau của thế kỷ 20, gia đình Regensteiner quyết định bán công ty cho USPC vào năm 1987. USPC tiếp tục in nhãn hiệu Arrco cho đến khi nó bị ngừng sản xuất vào năm 2011.

### Army & Navy
Một trong năm nhãn hiệu thẻ đầu tiên được công ty giới thiệu vào năm 1881, khi nó vẫn còn được gọi là Russell & Morgan Co., Army & Navy ban đầu là hai nhãn hiệu riêng biệt mặc dù chúng có chung hai số chứng khoán: số tiêu chuẩn No. 303 và No.  505 cao cấp có viền vàng. Hai thương hiệu này sau đó được sáp nhập thành một thương hiệu Quân đội & Hải quân duy nhất vào năm 1884. Đúng như tên gọi, quân joker và Át bích của những thương hiệu này có xu hướng mô tả hình ảnh quân sự của Mỹ, hình ảnh này đã thay đổi qua nhiều năm sản xuất.

### Canteen & Picket
No. 515, Canteen được phát hành trong Chiến tranh Tây Ban Nha-Hoa Kỳ năm 1898. Chúng có chất lượng thấp nên binh lính không đắt và dễ dàng mua. Nó đã bị ngừng sản xuất ngay sau chiến tranh. Trong Thế chiến thứ nhất, số hàng tồn kho được sử dụng lại cho Picket, một nhãn hiệu rẻ tiền khác được in lại để bán cho binh lính.  Việc in ấn Picket đã ngừng sau Hiệp định đình chiến.

### Congress
Congress là thương hiệu đắt nhất trong số bốn nhãn hiệu đầu tiên được công ty giới thiệu vào năm 1881, khi nó vẫn còn được gọi là Russell & Morgan Co. Congress được in dưới hai loại số: số tiêu chuẩn No. 404 và No. 606 cao cấp có chữ viền vàng.
Trong sử dụng hiện đại, thương hiệu Congress được sử dụng cho thẻ và phụ kiện contract bridge và canasta. Bộ bài có nhiều kiểu mặt sau khác nhau và thường được đựng trong hộp bọc nhung có khay kéo. Mỗi bộ bài Congress bao gồm 52 lá bài tiêu chuẩn, hai lá bài pha trò (có hình ảnh của United States Capitol) và một lá bài thông tin mô tả cách tính điểm cầu. Bộ bài Congress thường được bán theo bộ phối hợp gồm hai bộ bài để tạo điều kiện thuận lợi cho việc thực hành bắc cầu thông thường bằng cách xen kẽ các bộ bài giữa các tay. Bộ bài Congress ban đầu có ba biến thể: kích thước Poker (1881-1922), kích thước Whist (đầu những năm 1900 đến 1922) và kích thước cầu 1922 trở đi). Từ năm 1881 đến khoảng năm 1900, bộ bài có hình Lord Dundreary là quân joker và mặt sau có viền màu đồng nhất với mực màu vàng (và đôi khi là đồng), được gọi một cách trìu mến là "mặt sau sơn mài". Năm 1899, mặt sau có hình ảnh đã trở thành tiêu chuẩn. Từ năm 1897 đến năm 1904, những lá joker là hình ảnh đen trắng ở mặt sau.

### Rambler
Bộ bài Rambler (No. 23) là một thương hiệu thẻ chơi khác ban đầu được sản xuất bởi National Card Company. Chúng có các cạnh mạ vàng và lớp phủ oxit nhôm mịn không thấm nước. Chúng chủ yếu được sản xuất để xuất khẩu cùng với bộ bài Aladdin, để sử dụng ở các vùng ẩm ướt ở châu Á. Việc sản xuất ban đầu bị dừng lại vào năm 2009 với việc đóng cửa nhà máy Norwood do vấn đề kiểm soát chất lượng tại nhà máy Kentucky và được tiếp tục không thường xuyên sau năm 2011.

### Sportsman's
Một trong bốn nhãn hiệu bài tây đầu tiên được công ty giới thiệu vào năm 1881, khi đó vẫn còn được gọi là Russell & Morgan Co., Sportsman's (No. 202) là thương hiệu thẻ bài cao cấp nhất được sản xuất ban đầu, có chủ đề săn bắn và câu cá. Mặt sau của lá bài có hình các động vật trong trò chơi, trong khi quân át bích và quân pha trò có hình thợ săn, súng và chó săn. Việc sản xuất những tấm thẻ này tiếp tục cho đến năm 1936.

### Steamboat 999
Thương hiệu thẻ thứ năm được USPC giới thiệu (No. 999, được giới thiệu vào năm 1883), thương hiệu này được giới thiệu để đáp ứng nhu cầu ngày càng tăng về các loại bộ bài rẻ tiền (tại thời điểm giới thiệu, bộ bài Steamboat chỉ có giá 5 xu một bộ). Cho đến những năm 1990 khi các lá bài có sự thay đổi về bìa cứng, Steamboat là dòng bài rẻ nhất của công ty. Bộ bài đã tăng giá do kho 999 ban đầu được thay thế bằng kho Aviator và Bicycle 808.  Bộ bài Steamboat được cung cấp với lớp hoàn thiện Air Cushion cho đến năm 2009 khi Công ty Thẻ trò chơi Hoa Kỳ chuyển đến Erlanger.

### Stud
Stud là thương hiệu độc quyền của chuỗi cửa hàng Walgreens. Ban đầu chúng được sản xuất bởi công ty Arrco và sử dụng kho thẻ xuất khẩu sòng bạc chính của Arrco, Số 21. Khi được USPCC mua lại vào năm 1986, bộ bài Stud không còn được in trên kho Arrco và được in trên vải lanh hoàn thiện cổ phiếu Aristocrat. Chúng có hình một con ngựa "stud" trên hộp đựng, quân át bích và quân joker, cũng như cối xay gió ở mặt sau lá bài. Bộ bài có đặc điểm là các lá bài tòa án theo phong cách Arrco. Bộ bài stud  được những người đam mê chơi bài và ảo thuật gia săn lùng rộng rãi do khả năng xử lý tuyệt vời của chúng. Tên Stud đã bị ngừng sử dụng trong thời gian ngắn và được thay thế bằng "Play Right", nhưng việc đổi tên không phổ biến. Thậm chí ít phổ biến hơn là cách lập chỉ mục bất thường (Bộ bài màu đỏ có kích thước tiêu chuẩn và bộ bài màu xanh lam có kích thước lớn) Vào năm 2019, Walgreens đã ngừng đặt hàng thẻ chơi Stud để chuyển sang sử dụng thẻ được thiết kế Theory11.

### Squeezers

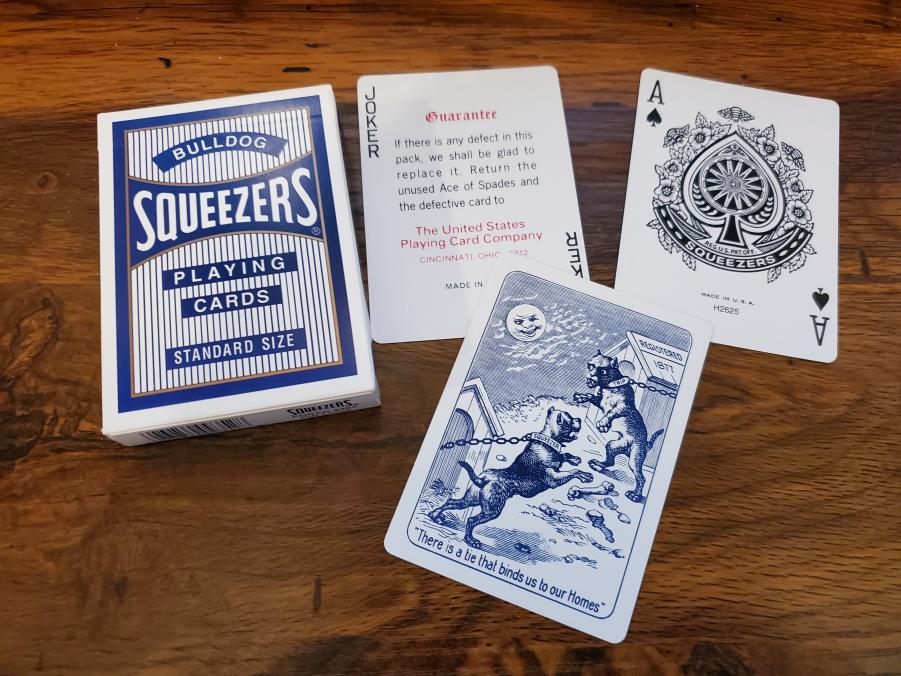
Bộ bài Bulldog Squeezer, được sản xuất tại Cincinnati.

Thẻ thương hiệu Squeezer ban đầu được in bởi Công ty Thẻ Hợp nhất New York.  Công ty Thẻ Hợp nhất New York, Andrew Dougherty và Công ty Thẻ chơi Standard cuối cùng đều được mua lại và sáp nhập để tạo thành chi nhánh Hợp nhất-Doughterty của USPCC.  Thẻ chơi Squeezer được in bằng bộ bài Cambric Finish of Bee. Theo truyền thống, các lá bài Squeezer có nhiều thiết kế mặt sau, nhưng chỉ có hai loại phổ biến nhất (Bulldog và Angel Back nổi tiếng) vẫn được in. Không giống như hầu hết các bộ bài khác của USPCC, những bộ  này chỉ thỉnh thoảng được sản xuất.

### Texan No. '45

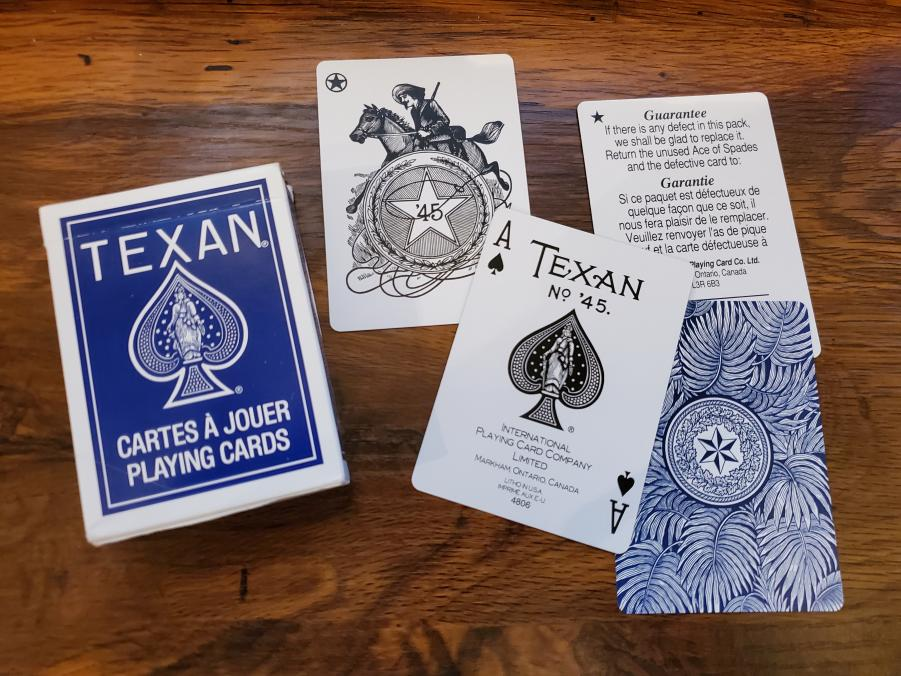
Texan No. 45, bộ bài có hình những lá cọ ở mặt sau.

Texan No. '45, ban đầu được in là '45 Texan, đã được in trong hơn 120 năm.  Những lá bài này, không giống như hầu hết các lá bài khác, không có đường viền và có hình những chiếc lá cọ Texas, với một ngôi sao ở giữa. Các lá bài cũng rất độc đáo vì chúng hơi bất đối xứng. Mặc dù ban đầu được in ở Hoa Kỳ, nhưng trong những năm sau đó, là một thương hiệu bài độc quyền của Canada. Không giống như một số thương hiệu khác, thương hiệu Texan vẫn được in sau khi chuyển đến Erlanger. 120 năm sau đó, việc sản xuất đã ngừng lại.

### Tigers
Tigers (No. 101) là thương hiệu đầu tiên được xuất bản vào năm 1881 và là thương hiệu rẻ nhất trong số bốn thương hiệu ra đời sớm nhất. Tên của nó xuất phát từ con hổ xuất hiện trên lá joker. Sau khi dòng Steamboat ra đời, tầm quan trọng của Tigers đã giảm đi và đã bị ngừng sản xuất vào khoảng năm 1930.